# Машимиану, Луиш
Луи́ш Мануэ́л Ара́нтеш Машимиа́ну (порт. Luís Manuel Arantes Maximiano; родился 5 января 1999 года в Селейрош, Португалия) — португальский футболист, вратарь клуба «Альмерия».

## Клубная карьера
Машимиану — воспитанник клубов Брага и лиссабонского «Спортинга». В 2017 году для получения игровой практики Луиш начал выступать за дублирующий состав последних. 25 октября в матче против «Насьонала» он дебютировал в Сегунда Лиге. 26 сентября 2019 года в поединке Кубка Португалии против «Риу Аве» Луиш дебютировал за основной состав.
Летом 2021 года Машимиану перешел в «Гранаду» за 4,5 млн евро. В сезоне 2021/22 голкипер совершил 127 сэйвов – больше всех вратарей, но клуб вылетел из Ла Лиги.
13 июля 2022 года подписал контракт с римским «Лацио». Соглашение рассчитано до лета 2027 года. Стоимость трансфера составила 10 миллионов евро.

## Международная карьера
В 2016 году в составе юношеской сборной Португалии Машимиану завоевал золотые медали юношеского чемпионата Европы в Азербайджане. На турнире он был вторым вратарем, и ни разу не вышел на поле.
В 2017 году в юношеской сборной Португалии Луиш завоевал серебряные медали юношеского чемпионата Европы в Грузии. На турнире он был запасным и на поле не вышел. В том же году в составе молодёжной сборной Португалии Машимиаун принял участие в молодёжном чемпионате мира в Южной Корее. На турнире он был запасным вратарём и вновь не сыграл. В 2019 году Луиш во второй раз попал в заявку молодёжного первенства мира в Польше. На турнире он снова был вторым вратарём.

## Достижения
Клубные
«Спортинг»
- Чемпион Португалии: 2020/21
- Обладатель Кубка португальской лиги: 2020/21
- Обладатель Суперкубка Португалии: 2021

Международные
Португалия (до 17)
- Юношеский чемпионат Европы — 2016